# Mister 880
 Mister 880 és una pel·lícula dirigida per Edmund Goulding, estrenada el 1950

## Argument
Un falsificador aconsegueix des de fa vint anys escapar als agents del Tresor Americà, no és que no sigui expert, al contrari, el seu amateurisme fa que no imprimeixi més que cinquanta dòlars per mes. L'agent Buchanan intenta enxampar-lo. Però no es pot equivocar, els seus bitllets mal imitats impliquen Washington! 

## Repartiment
- Burt Lancaster: Steve Buchanan
- Dorothy McGuire: Ann Winslow
- Edmund Gwenn: "Skipper" Miller
- Millard Mitchell: "Mac" Mc Intire
- Minor Watson: Jutge O'Neil
- Hugh Sanders: Thad Mitchell
- Howard St-john: Cap
- James Millican: Olie Johnson
- Billy Gray: Mickey (no surt als crèdits)
- Larry Keating: James F. Lee (no surt als crèdits)

## Premis i nominacions

### Premis
- Globus d'Or al millor actor secundari (Edmund Gwenn)

### Nominacions
- Oscar al millor actor secundari (Edmund Gwenn)